# Cephalocerodes
Cephalocerodes är ett släkte av tvåvingar. Cephalocerodes ingår i familjen Mydidae.
Kladogram enligt Catalogue of Life:
| Cephalocerodes | \| \| Cephalocerodes bequaerti \| \| \| \| \| \| Cephalocerodes eremobius \| \| \| \| \| \| Cephalocerodes oldroydi \| \| \| \| |
|                | \| \| Cephalocerodes bequaerti \| \| \| \| \| \| Cephalocerodes eremobius \| \| \| \| \| \| Cephalocerodes oldroydi \| \| \| \| |
|                | Cephalocerodes bequaerti |
|                | |
|                | Cephalocerodes eremobius |
|                | |
|                | Cephalocerodes oldroydi |
|                | |